# Władysław Michał Skoroszewski
Władysław Michał Skoroszewski herbu Abdank urodzony w 1640 roku w Lesznie (zm. w 1682 roku) – chorąży poznański w latach 1663–1682, pułkownik Jego Królewskiej Mości.
Był elektorem Michała Korybuta Wiśniowieckiego z województwa poznańskiego w 1669 roku. W 1674 roku był elektorem Jana III Sobieskiego z województwa poznańskiego.